# Rudolph Wurlitzer Company
La Rudolph Wurlitzer Company (nota anche nella forma abbreviata Wurlitzer), è una società tedesco-americana, dedita all'attività di produzione di strumenti musicali e distributori automatici. È stata fondata a Cincinnati nel 1853 da un immigrato tedesco, Rudolph Wurlitzer, e dopo aver iniziato l'attività come importatore negli Stati Uniti d'America di strumenti musicali, nel 1880 ne ha iniziato la fabbricazione in loco.
In origine produceva strumenti a corda, strumenti a fiato (legni e ottoni), organi da teatro e organi da fiera, o orchestrion (organi che potevano riprodurre e imitare tutti i suoni di un'orchestra) e jukebox. Col tempo la Wurlitzer passò alla sola produzione di organi e jukebox.
A metà degli anni sessanta ha iniziato la produzione di distributori automatici per alimenti divenendo leader indiscusso a livello mondiale per qualità e tecnologia. Dal 1967 le sue chitarre prodotte in Italia dalla Welson.
La Rembert Wurlitzer Co. divisione storica della Wurlitzer di strumenti musicali fu diretta indipendentemente dal bisnonno di Rudolph Wurlitzer, Rembert Wurlitzer (1904–63), dal 1948 fino alla morte nel 1963. Il negozio di Rembert sulla 42nd Street a New York City è rinomato in tutto il mondo.
La Wurlitzer ha sedi di rappresentanze commerciali in tutto il mondo: in Italia è a Roma, in località Settebagni.

## Storia

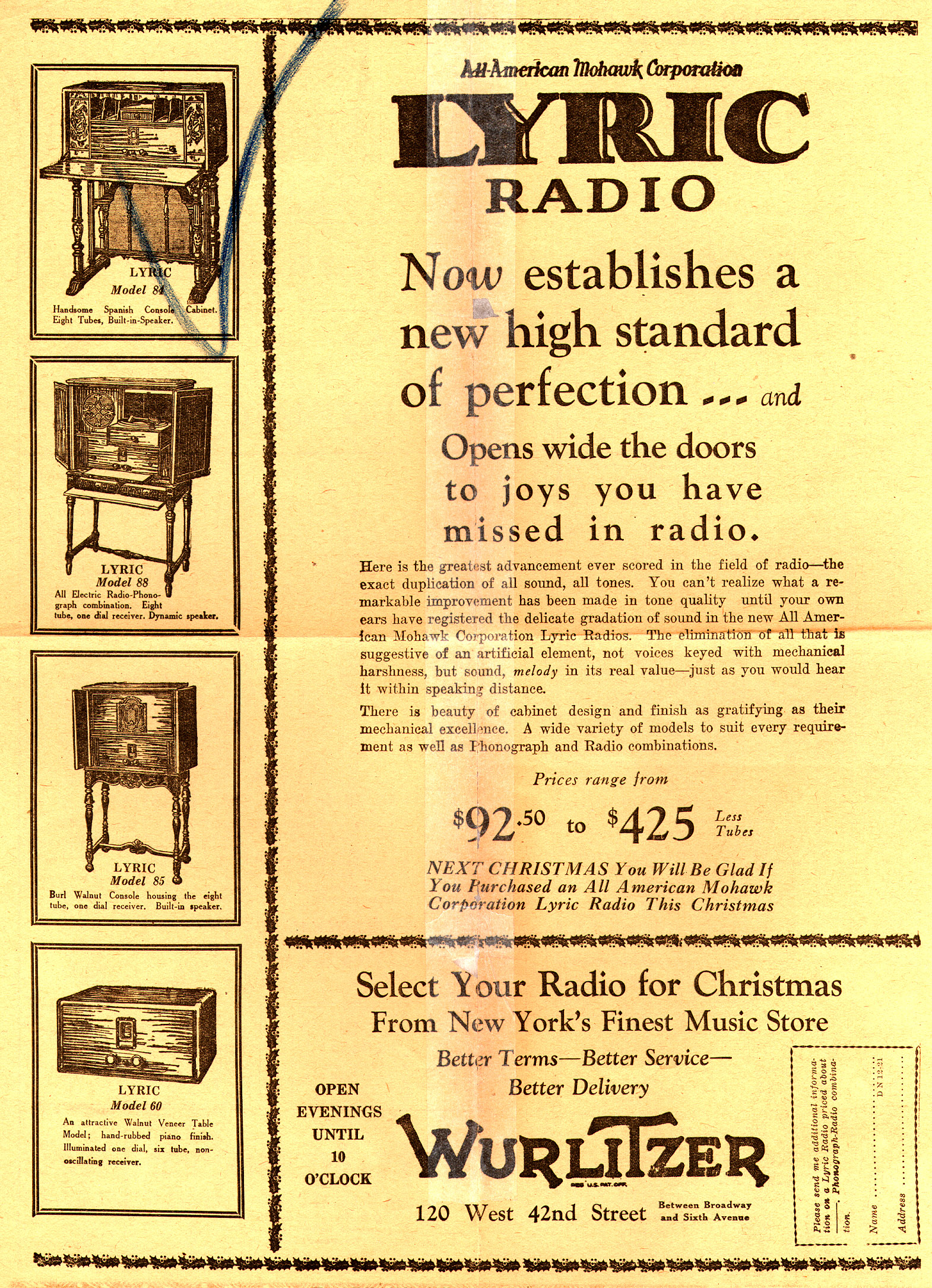
American Mohawk Lyric Radio come Mfd. by Wurlitzer ca. anni '20

Da Schöneck in Sassonia il tedesco Franz Rudolph Wurlitzer (1831–1914) fondò la Wurlitzer Company a Cincinnati nel 1853. I figli Howard, Rudolph, e Farny successivamente diressero la società dopo la sua morte. Originariamente la società importò i prodotti dalla Wurlitzer in Germania. La Wurlitzer divenne fornitrice dell'esercito durante la guerra civile americana e la guerra ispano-americana. Nel 1880 la Wurlitzer iniziò a fabbricare pianoforti poi venduti nel'outlet di Chicago. Nel 1896 Wurlitzer fabbricò il primo pianoforte automatico a moneta.
A fine '800, le fiere erano molto popolari e, la massa sempre più numerosa e meccanizzata, divenne necessario l'uso di sistemi di diffusione sonora per la musica. L'organo da fiera venne sviluppato. Eugene DeKleist di North Tonawanda, New York fu uno dei primi costruttori di tale organo (derivato dall'organo a rullo) in uso alle giostre. Wurlitzer partecipò alla attività imprenditoriale di DeKleist, la North Tonawanda Barrel Organ Factory nel 1897 e nel 1909, rilevò l'azienda, spostando l'attività Wurlitzer dall'Ohio a New York. Nel 1909, l'azienda iniziò a costruire arpe di pregevole fattura e dal 1924 agli anni '30 furono sul mercato disponibili otto modelli diversi. Il "Mighty Wurlitzer"  organo da teatro fu introdotto a fine anni '10 del XX secolo e divenne il prodotto Wurlitzer di punta. L'organo Wurlitzer è presente in numerosi teatri, musei, chiese del mondo intero.
Con l'inizio della prima guerra mondiale, l'import dalla Germania divenne problematico e Wurlitzer si concentrò sulla produzione domestica. Nei primi anni '30 Wurlitzer costruì un nuovo stabilimento allo stato dell'arte a North Tonawanda. Wurlitzer abbandonò la produzione di nickelodeon ma continuò con i paper player piano music rolls con una sussidiaria, la Endless Roll Music Company. Wurlitzer comprò anche la Lyric All American Mohawk Radio Company di Chicago, fabbricante di radio. Lyric era un marchio hi-end con prezzi da 425 $ nel 1929.
Wurlitzer fece joint-venture con James Armitage, George Herschell, e altri. Costruì una fabbrica a Goundry e Oliver Streets in North Tonawanda per la produzione di piccole serie di organi e ghironde.

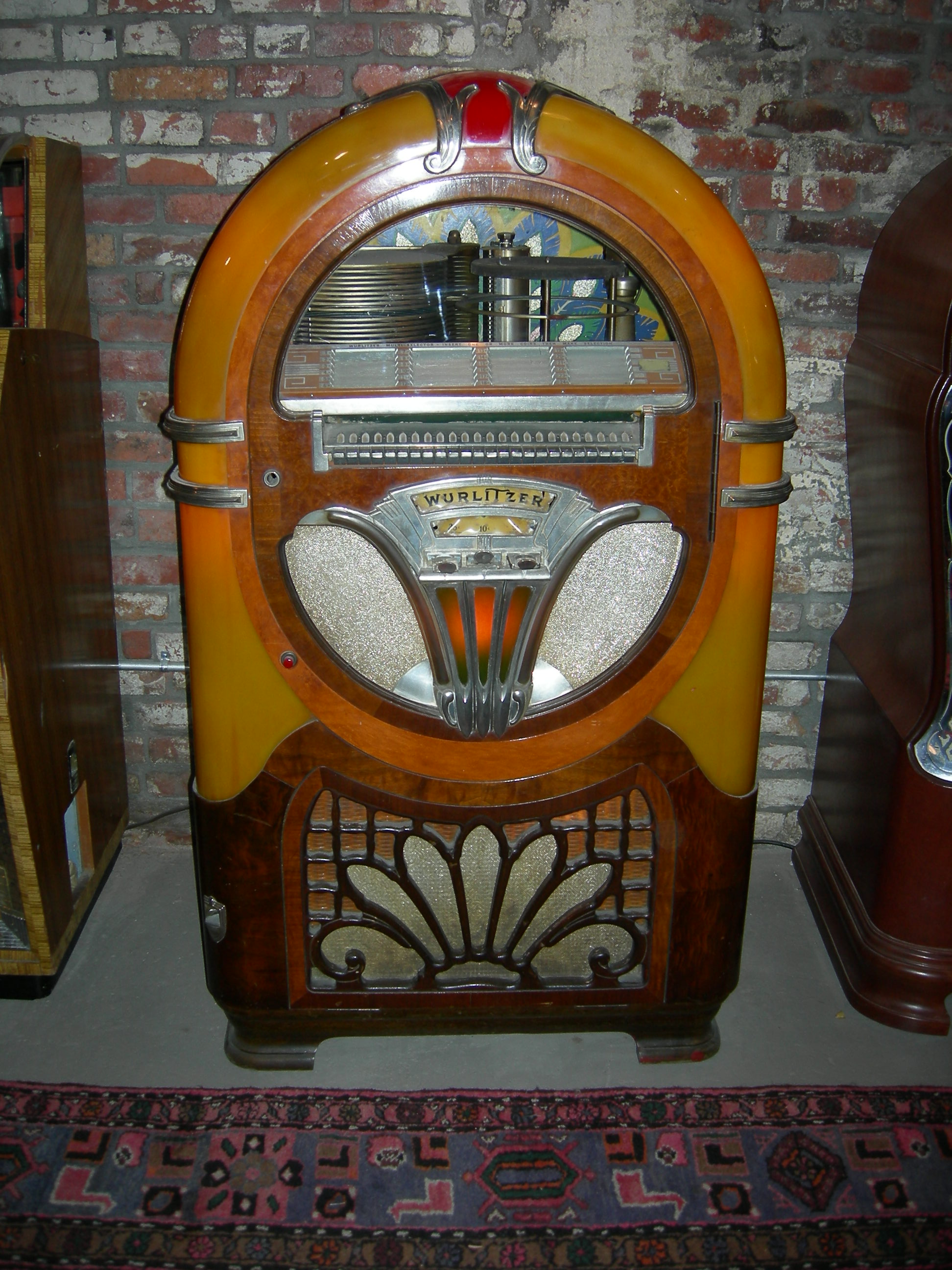
Tipico jukebox Wurlitzer

Dal 1933, Wurlitzer come nome fu abbinato ai jukebox. Nel 1942, la produzione di organi a North Tonawanda cessò e la produzione cambiò in spolette di prossimità per bombe. Dopo la guerra ritornarono a produrre radio, jukebox e piccoli organi elettrici per uso domestico.
Wurlitzer iniziò con gli strumenti musicali elettronici con l'electrostatic reed organ nel 1947, il più importante e completo fu l'organo elettronico, in particolare la spinetta two-manual-and-pedals (dal 1971 con caratteristiche di sintetizzatore) per uso domestico. A metà degli anni '50, Wurlitzer iniziò la commercializzazione del portatile Wurlitzer electric piano.
Rembert Wurlitzer (1904–63) diresse la divisione "violini" dal 1949 fino alla morte nel 1963, facendolo diventare un centro internazionale di restauro.
Wurlitzer nel 1964 comprò i diritti e il marchio e i brevetti della Henry C. Martin Band Instrument Company che fabbricava strumenti ottoni a Elkhart, Indiana (da non confondere con la C.F. Martin & Company delle chitarre). 
Nel 1967 Wurlitzer entrò nel mercato delle chitarre come distributore delle Holman-Woodell a marchio Wurlitzer.
Successivamente passò alla italiana Welson, prima dell'abbandono del mercato nel 1969.
Dagli anni'50 il mercato dei jukebox fu saturato da altri costruttori. Nel 1971 Wurlitzer vendette i diritti della Martin alla Leblanc per concentrarsi su pianoforti e jukeboxe. Nel 1973 Wurlitzer vendette la divisione jukebox alla consociata tedesca e chiuse la fabbrica di North Tonawanda. Pianoforti e organi vennero costruiti ancora per diversi anni in Mississippi e Arkansas.
La Baldwin Piano Company comprò la divisione pianoforti della Wurlitzer nel 1988. Poi la Gibson Guitar Corporation acquisì la Baldwin facendone una sussidiaria. La Gibson acquisì anche la Deutsche Wurlitzer Jukebox and Electronics Vending nel 2006. Baldwin interruppe l'uso del marchio Wurlitzer sui pianoforti nel 2009. Gibson usa il marchio Wurlitzer solo per jukebox e distributori automatici. Wurlitzer contina a costruire jukebox e distributori automatici nella fabbrica di Hüllhorst in Germania.  La sede Wurlitzer è a Hullhorst mentre le divisioni vendite e commercializzazione negli USA sono a  Gurnee (Illinois) e Oxfordshire, Inghilterra.

## Pianoforti acustici

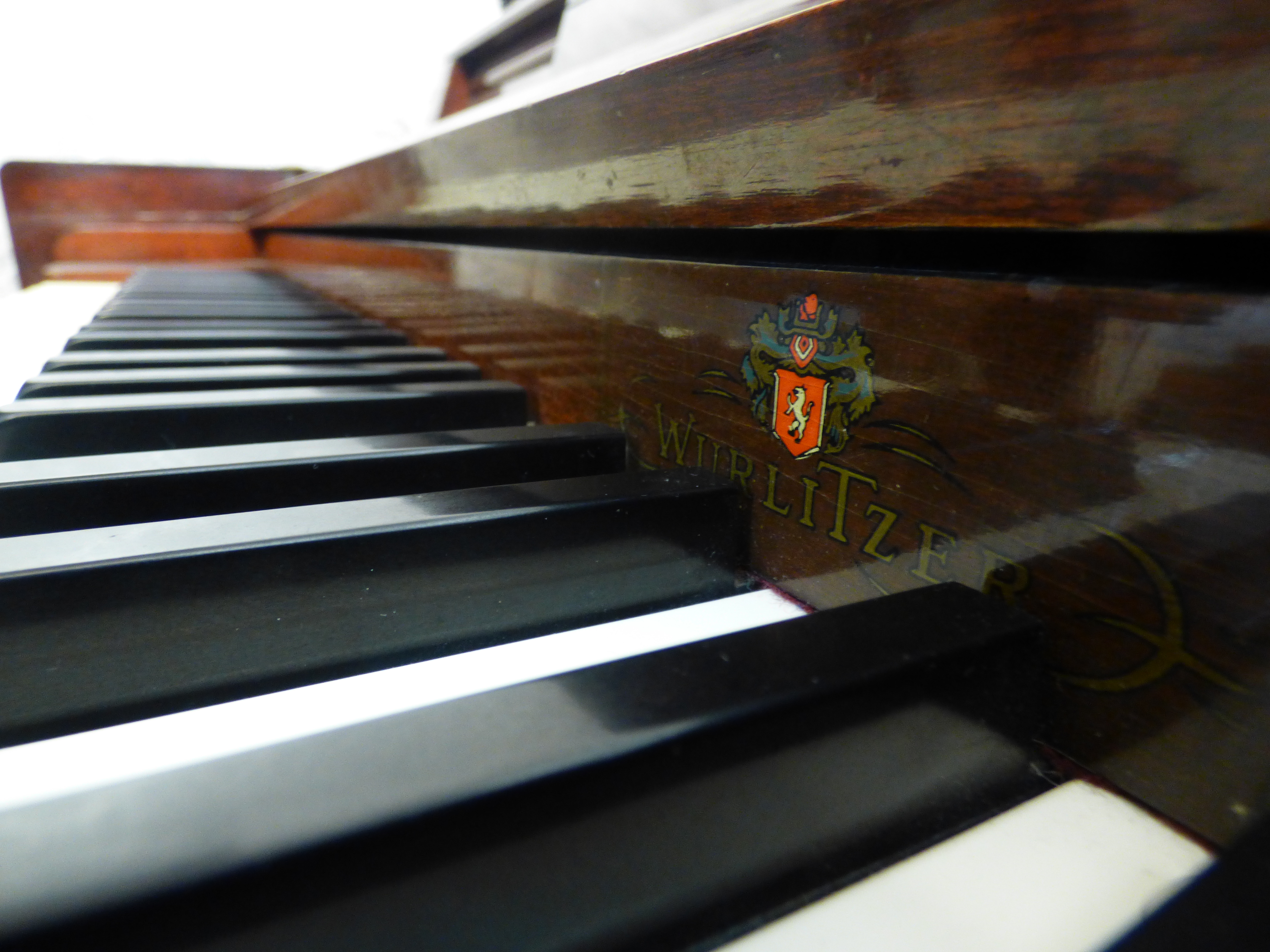
Tastiera del Wurlitzer acoustic piano

All'inizio del 1880, Wurlitzer costruì una linea completa di grand piano. Nel 1914, Wurlitzer divenne il solo distributore della Melville Clark Pianos e nel 1919 acquisì la Melville Clark. Wurlitzer continuò la costruzione di pianoforti nello stabilimento Clark a DeKalb (Illinois) a marchio Melville Clark. Altri marchi furono Apollo, De Kalb, Julius Bauer, Farney, Kingston, Kurtzman, Merrium. Schaff Bros. e Underwood.
Wurlitzer eccelse nella fabbricazione di pianoforti. Sviluppò il "Pentagonal Soundboard", il "Tone crafted hammers", e altre innovazioni uniche. Nel 1935 fu uno dei pochi costruttori ad offrire spinette sul mercato.
Uno strumento per cui il marchio Wurlitzer è divenuto famoso è il piano elettrico, denominato Electronic Piano dalla casa madre e prodotto dal 1950 al 1982. Concettualmente è simile al Fender Rhodes ma ha  i martelletti strutturati come quelli del pianoforte, che percuotono lamelle metalliche (ance) la cui vibrazione è rilevata da un pick-up elettrostatico. I martelletti rendono il tocco sulla tastiera quasi uguale a quella di un piano. Nei concerti di John Lennon lo strumento era sempre presente.

## Butterfly grand piano

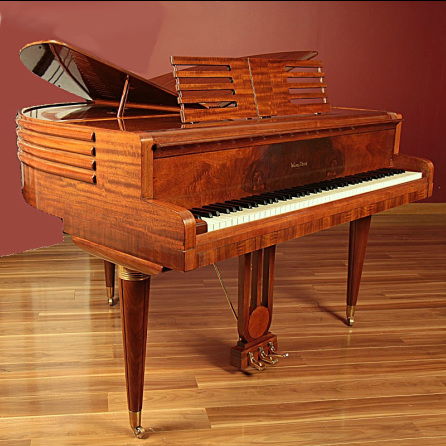
Wurlitzer Butterfly Art Deco Deluxe 88 - Model 1411

A metà degli anni '30, Wurlitzer presentò una linea di symmetrical grand piano, o "Butterfly". Furono costruiti nella Wurlitzer  di DeKalb (Illinois). I modelli partivano dal Student Butterfly a 44 tasti, al 88 tasti del Deluxe Art Deco Streamline Model 1411. Il Model 1411 ebbe diversi brevetti di protezione. Un'altra innovazione fu il "Tone Amplifier".
Wurlitzer costruì l'ultimo modello della serie a 73 tasti.